# جوناس هالبيرج
جوناس هالبيرج (بالسويدية: Jonas Hallberg)‏ هو صحفي ومقدم تلفزيوني سويدي، ولد في 7 ديسمبر 1944 في ستوكهولم في السويد.